# Mara (ciruela)
Mara es una variedad cultivar de ciruelo (Prunus salicina), de las denominadas ciruelas rusas.
Una variedad de ciruela resultado del cruce de Prunus cerasifera x Prunus salicina var. ussuriensis.
Las frutas de tamaño pequeño a mediano de forma redondeada ligeramente irregular, su epidermis con un color amarillo verdoso, y pulpa de color amarillo, consistencia media, jugosa con sabor agridulce, ligeramente picante. Tolerancia a los inviernos de Estonia es buena.

## Sinonimia
- "Māra",
- "Мара (слива)".[7]

## Historia
'Mara' variedad de ciruela resultado del cruce de Prunus cerasifera x Prunus salicina var. ussuriensis.
Para el nombre de la variedad, se ha utilizado la ortografía de los nombres de las variedades según las normas del idioma estonio. Según el movimiento religioso neopagano Dievturība (fundado en 1925), que reivindica su herencia como forma moderna de las creencias del pueblo letón y la religión báltica antes de la cristianización en el siglo XIII, con el reconocimiento de una deidad trinitaria con "Dievs", "Māra" y "Laima" como máximas entidades, de la que no existen registros históricos.
Se encuentra cultivada en la colección de germoplasma de plantas vivas del Centro de Investigación Hortícola Polli, dependiente del "Departamento de Ciencias de la Vida" de la Universidad de Tartu, desde el año 2002.
Incluido en el Registro Estatal de Variedades y Especies de Árboles y Arbustos de la República de Bielorrusia desde 1999; en el Registro estatal de logros reproductivos de la Federación de Rusia para la región central, en 2002.

## Características
'Mara' es un árbol de porte erguido, de mediana altura, con copa extendida, productiva. El color de la corteza de los brotes es marrón, a veces con manchas grises, brillante. Buena resistencia al invierno. Hoja ovalada (elíptica), lisa, brillante, con el margen de la hoja finamente aserrado. Es autoestéril, necesita un polinizador, adecuado como 'Kubanskaja kometa', 'Karminnaja Žukova' y las plántulas del ciruelo (Alycha) que florecen al mismo tiempo. Flor blanca, que tiene un tiempo de floración que comienza a partir del 21 de abril con el 10% de floración, para el 26 de abril tiene una floración completa (80%), y para el 3 de mayo tiene un 90% de caída de pétalos.
'Mara' tiene una talla de tamaño pequeño a mediano 17 a 20 g, la forma es redondeada ligeramente irregular, su epidermis con un color amarillo verdoso, la sutura se puede ver como una línea, con pruina ligera; pedúnculo de longitud largo, grosor fino; pulpa de color amarillo, consistencia media, jugosa con sabor agridulce, ligeramente picante.
Hueso adherido a la pulpa.
Su tiempo de recogida de cosecha es a finales de septiembre.

## Usos
Se usa comúnmente como postre fresco de mesa buena ciruela de postre de fines de verano, 'Mara' hace una compota sabrosa, y también apto para hacer mermelada.